# オー・エル・エス (物流)
株式会社オー・エル・エスは、かつて潤滑油などの危険物の保管と配送を主な業務としていた、日本貨物鉄道（JR貨物）グループの企業である。社名は、英社名のOil Logistics Systemsの頭文字から取られている。
2018年（平成30年）1月1日付けで日本オイルターミナル株式会社へ吸収合併され、同社のOLS事業部となった。

## 会社概要
石油元売各社が製造・販売している潤滑油製品の共同保管及び共同配送を目的に発足したJR貨物のグループ企業。現在では石油元売だけでなく、潤滑油や化成品など主に危険物に該当する製品を製造するメーカーや販売会社の商品も取り扱っている。全国に4つの危険物専用の物流センターを保有しているが、配送業務は主に外部の輸送会社に委託していた。
本社は平成25年に東京都千代田区から東京都中央区に移転した。物流センターは、北海道物流センターが北海道苫小牧市に、盛岡物流センターが岩手県盛岡市に、郡山物流センターが福島県郡山市に、九州物流センターが福岡県朝倉市にあった。
1993年（平成5年）10月29日にJR貨物と日本オイルターミナルの出資で設立された。その後の増資で石油元売各社の資本も入っているが、JR貨物と日本オイルターミナルの2社が主要な出資者であった。

## 物流センター
- 郡山物流センター

1994年（平成6年）8月1日営業開始。敷地面積は約20,000 平方メートル。取り扱い能力は年間約30,000 キロリットル。
- 九州物流センター

1996年（平成8年）7月1日営業開始。敷地面積は約28,000 平方メートル。取り扱い能力は年間約100,000 キロリットル。
- 盛岡物流センター

1998年（平成10年）11月2日営業開始。敷地面積は約7,000 平方メートル。取り扱い能力は年間約30,000 キロリットル。
- 北海道物流センター

2010年（平成22年）6月1日営業開始。敷地面積は約13,500 平方メートル。取り扱い能力は年間約20,000 キロリットル。

## 歴代代表取締役社長
- 原 幹人       1993年～2009年
- 小林 照夫　 2009年～2011年
- 田村 修二　 2011年～2012年
- 遠藤 雅彦    2012年～2013年
- 宮澤 幸成　 2013年～2016年
- 福島 義平　 2016年～2018年